# 2008 en Palestine
Chronologie de la Palestine
- 2004
- 2005
- 2006
- 2007
- 2008
- 2009
- 2010
- 2011
- 2012

Cette page concerne les évènements survenus en 2008 en Palestine :

## Évènements

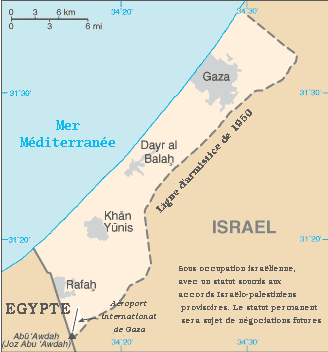
Bande de Gaza

### Janvier
- Samedi 26 janvier 2008 : Décès, à Amman en Jordanie, du docteur Georges Habache (81 ans), fondateur du Front populaire pour la libération de la Palestine (FPLP).

#### Bande de Gaza
- Lundi 14 janvier 2008 : l'armée israélienne commence une nouvelle semaine de raids pour répondre aux tirs de roquettes artisanales en provenance du territoire. Ces raids causent la mort de 33 personnes alors que les tirs du Hamas n'ont tué personne du côté israélien.

- Vendredi 18 janvier 2008 : Israël soumet la bande de Gaza a un blocus total.

- Mercredi 23 janvier 2008 : à la suite du blocus total de la bande par Israël, les miliciens du Hamas réalisent des destructions partielles du mur séparant le territoire sud de l'Égypte permettant à des dizaines de milliers de Palestiniens se précipitent à travers les brèches du mur vers les localités égyptiennes. Le gouvernement égyptien ordonne aux boutiques de fermer afin de ne pas encourager la venue des Palestiniens et scelle militairement la région.

### Février

#### Bande de Gaza
- Mercredi 27 février 2008 : Mort d'un israélien, consécutive à un tir de roquette revendiqué par la branche militaire du Hamas, sur la ville de Sdérot. En représailles, Tsahal effectue des raids aériens contre la bande de Gaza qui font 11 morts dont 5 militants du Hamas, 4 civils adultes et 2 enfants.

- Jeudi 28 février 2008 : Nouveaux tirs de onze roquettes du Hamas sur le sud d'Israël (Sdérot et Ashkelon). En représailles, de nouveaux raids israéliens font 19 morts, dont 8 militants du Hamas, 7 civils adultes et 4 enfants.

### Mars
- Jeudi 20 mars 2008 : Dans un enregistrement diffusé par Al Jazeera, Oussama ben Laden appelle à la guerre sainte pour la libération de la Palestine et de l'Irak.

- Dimanche 23 mars 2008 :
  - Le vice-président américain Dick Cheney en visite à Ramallah a estimé qu'un État palestinien aurait dû voir le jour « il y a longtemps » mais que la poursuite des violences contre Israël nuisait à la réalisation de cette aspiration.
  - Accord de principe signé entre le Fatah et le Hamas au Yémen pour un gouvernement d'union nationale. Israël prévient qu'une telle initiative signifie la rupture des négociations de paix israélo-palestiniennes relancées lors de la conférence d'Annapolis en novembre 2007.
- Lundi 24 mars 2008 : L'Autorité palestinienne désavoue l'accord de gouvernement signé la veille entre le Fatah et le Hamas car signé par l'émissaire de Mahmoud Abbas sans avoir l'aval de sa hiérarchie.

#### Bande de Gaza
- Samedi 1er mars 2008 : Raids israéliens et une opération terrestre contre la bande de Gaza.  63 Palestiniens sont tués, dont des femmes et des enfants, et 150 autres sont blessés, lors de raids israéliens et d'une opération terrestre. Deux soldats israéliens sont tués.

- Dimanche 2 mars 2008 : Raids israéliens dans le nord de la bande de Gaza (opération Hiver chaud) et bombardements contre le camp de Jabaliya. 7 Palestiniens sont tués. À Rafah, une salle de prière est détruite tuant cinq militants armés du Hamas.

#### Cisjordanie
- Dimanche 2 mars 2008 : Des milliers de Palestiniens ont manifesté dans les localités. À Hébron, un adolescent de 13 ans est tué lors d'affrontements avec les soldats israéliens.

- Dimanche 23 mars 2008 : Le vice-président américain Dick Cheney est en visite à Ramallah.

### Avril
- Mardi 15 avril 2008 : L'ex-président Jimmy Carter, depuis Ramallah déclare que les autorités israéliennes l'ont empêché de se rendre dans la bande de Gaza, contrôlée par les islamistes, après avoir indiqué qu'il allait se rendre à Damas (Syrie) pour rencontrer le chef du Hamas, Khaled Mechaal.

- Jeudi 17 avril 2008 : L'ancien président américain Jimmy Carter s'est entretenu dans un hôtel du Caire avec deux responsables du Hamas, partisan de la ligne dure, Mahmoud al-Zahar et Saïd Siam.

- Vendredi 18 avril 2008 : L'ancien président américain Jimmy Carter a rencontré à Damas en Syrie, le chef du Hamas Khaled Mechaal. Il aurait porté une offre israélienne de dialogue formulée par le vice-premier ministre israélien Eli Yishaï qui se dit prêt à « rencontrer tous les responsables du Hamas, y compris les ravisseurs » du caporal Gilad Shalit.

- Lundi 21 avril 2008 : Le chef du Hamas, Khaled Mechaal, après avoir rencontré l'ancien président Jimmy Carter, se dit être prêt à accepter un État palestinien dans les frontières du 4 juin 1967, s'étendant sur la Cisjordanie, y compris Jérusalem-Est comme capitale et la bande de Gaza.

#### Bande de Gaza
- Mardi 15 avril 2008 : Trois soldats israéliens sont morts dans des combats et une douzaine de roquettes ont été tirées sur le sud d'Israël.
- Mercredi 16 avril 2008 : à la suite d'une embuscade du Hamas, qui s'est soldée par la mort de trois soldats israéliens, l'armée israélienne est intervenue à Gaza pour une série d'opérations lors desquelles ont été tués 18 Palestiniens dont un cadreur Fadel Chana, un cadreur palestinien, travaillant pour l'agence Reuters.
- Jeudi 17 avril 2008 : 
  - Plus de dix mille Gaziotes ont assisté aux obsèques des combattants palestiniens tués la veille et du cadreur Fadel Chana. Mahmoud al-Zahar, un des principaux chefs du Hamas a appelé à un « grand soulèvement » pour tenter de libérer la bande de Gaza, « la plus grande prison à ciel ouvert du monde » et donne son feu vert à une campagne d'attentats suicides en Israël.
  - Des combattants du Hamas ont lancé un assaut contre le point de passage de Kerem Shalom. Un palestinien est tué.
- Dimanche 20 avril 2008 : à la suite de l'attaque de samedi contre un poste frontière israélien avec des voitures piégées, l'armée israélienne a poursuivi ses raids aériens tuant six activistes.
- Mercredi 23 avril 2008 : L'ambassadeur adjoint de la Libye aux Nations unies, Ibrahim Dabbashi, en pleine réunion du Conseil de sécurité, compare la situation humanitaire dans la bande de Gaza à celle qui régnait dans les camps de concentration nazis, ce qui fait réagir les autres membres dont beaucoup ont quitté immédiatement la réunion. Le lendemain, il confirme son propos de la veille en ajoutant même que la vie à Gaza était « pire » à cause des « bombardements quotidiens ».
- Jeudi 24 avril 2008 : 
  - Le Hamas remet à l'Égypte ses propositions détaillées en vue d'une trêve avec Israël. Les factions palestiniennes cesseraient les tirs de roquettes depuis Gaza et Israël s'abstiendrait de lancer des attaques et ouvrirait des points de passage entre Gaza et l'extérieur.
  - L'ONU annonce l'interruption de ses distributions d'aides alimentaires à la population car ses stocks de carburants sont désormais épuisés.
- Vendredi 25 avril 2008 : Le gouvernement israélien refuse l'offre de six mois de trêve proposée par le Hamas dans la bande de Gaza en échange d'une levée du blocus. Le porte-parole du premier ministre, David Baker, estime qu'il s'agit d'un stratagème pour « gagner du temps afin de se réarmer et se regrouper » et nie l'existence de contacts indirects avec le Hamas, ce qui affaiblirait le président Mahmoud Abbas.

#### Cisjordanie
- Mardi 15 avril 2008 : L'ex-président Jimmy Carter est en visite à Ramallah.

### Mai

#### Bande de Gaza
- Lundi 19 mai 2008 : Le ministre israélien de la Défense, Ehoud Barak rencontre à Charm el-Cheikh le président égyptien, Hosni Moubarak et son chef des renseignements, le général Omar Suleiman pour régler les derniers détails du cessez-le-feu qui devrait entrer en vigueur rapidement dans la bande de Gaza.
- Mercredi 21 mai 2008 : Le ministre français des Affaires étrangères, Bernard Kouchner, reconnait des « contacts » échangés directement avec le Hamas, « à titre individuel » par « un ex-diplomate français » qui « n'a aucune fonction officielle ».
- Jeudi 22 mai 2008 : Selon le représentant de l'Union européenne en Israël, Ramiro Cibrian-Uzal, « la politique appliquée appliquée depuis un an à Gaza, consistant à renforcer le peuple et à affaiblir le Hamas a eu l'effet opposé. Nous devons établir une stratégie différente ».

#### Cisjordanie
- Samedi 3 mai 2008 : Le gouvernement israélien autorise le déploiement d'un demi-millier de policiers palestiniens, fidèles à Mahmoud Abbas, à Jenine, une ville située dans le nord de la Cisjordanie, et annonce la suppression de 60 barrages routiers.
- Jeudi 22 mai 2008 : Ouverture de la « Palestine Investment Conference » destinée à encourager les investissements privés en Cisjordanie. Quelque 1 200 hommes d'affaires arabes et étrangers participent à cette réunion. 109 projets ont été présentés par des hommes d'affaires palestiniens nécessitant quelque 2 milliards de dollars d'investissements. Selon le premier ministre Salam Fayyad : « En investissant en Palestine, vous investissez dans la promotion de la paix et de la stabilité dans cette partie du monde ». Cependant, les principaux points négatifs à l'investissement en Cisjordanie restent les barrages militaires et les restrictions israéliens qui étouffent l'économie, ce que confirment les experts de la Banque mondiale.

### Juin
- Lundi 23 juin 2008 : Dans le cadre de sa visite officielle de 2 jours en Israël, le président français Nicolas Sarkozy, dans son discours devant la Knesset (parlement israélien) le 23 juin, reprend à son compte les revendications historiques du mouvement national palestinien tout en faisant l'éloge des « valeurs [universelles] de justice et de droit ». Le 24, il se rend à Bethléem pour rencontrer le président de l'Autorité palestinienne, Mahmoud Abbas.

#### Cisjordanie
- Mardi 24 juin 2008 : La conférence internationale de Berlin approuve une aide de 242 millions de dollars pour aider au rétablissement de la loi et de l'ordre en Cisjordanie.

#### Bande de Gaza
- Mardi 17 juin 2008 : Israël et le Hamas acceptent la trêve négociée par l'intermédiaire de l'Égypte avec entrée en vigueur à partir de jeudi 19. « Les deux parties se sont engagées à cesser toutes les hostilités et toutes les activités militaires l'une contre l'autre ». Israël s'engage à ouvrir un des points de passage et le Hamas à négocier les modalités de libération du caporal Gilad Shalit. Le Hamas se dit prêt à accepter le retour des observateurs européens au passage de Rafah et le déploiement d'un détachement de la garde présidentielle de Mahmoud Abbas, mais selon les israéliens, l'ouverture du passage de Rafah est lié à la libération de Shalit.
- Mardi 24 juin 2008 : 
  - L'Égypte propose de garantir le point de passage de Rafah et de le maintenir fermé tant que le cas du caporal franco-israélien Gilad Shalit n'est pas réglé.
  - Le Djihad islamique tire deux roquettes contre le sud d'Israël depuis la bande de Gaza malgré la trêve, pour venger deux de ses militants tués à Naplouse par l'armée israélienne.

### Novembre

#### Cisjordanie
- Dimanche 30 novembre 2008 : Le gouvernement israélien annonce la libération prochaine de 250 prisonniers palestiniens, à la suite d'une promesse faite au président Mahmoud Abbas.

#### Bande de Gaza
- Mercredi 5 novembre 2008 : Les Israéliens tuent six activistes Palestiniens à Gaza et décident un blocus complet de la bande de Gaza à cause des tirs de roquettes de représailles incessants sur le sud d'Israël. La trêve est rompue.

- Lundi 10 novembre 2008 : Le dialogue de réconciliation, entre le Fatah et le Hamas qui devait se tenir au Caire, est annulé après la décision du mouvement islamiste de le boycotter pour protester contre les « détentions politiques » de ses membres en Cisjordanie.

- Vendredi 14 novembre 2008 : Le Hamas organise une grande manifestation pour dénoncer l'arrestation, par les services de sécurité palestiniens du président palestinien Mahmoud Abbas, de plus de 600 de ses membres en Cisjordanie.

- Lundi 17 novembre 2008 : Les israéliens autorisent le passage de 33 camions chargés de nourriture au point de passage de Kerem Shalom malgré les blocus complet qu'ils maintiennent depuis deux semaines.

- Mardi 18 novembre 2008 : L'ONU peut reprendre pour quelques jours la distribution des aides humanitaires à la population de Gaza grâce aux 33 camions qui ont pu passer le blocus, mais une partie du stock a été abîmée lors des contrôles[1]. À cause du blocus, les entreprises agro-alimentaires sont peu à peu obligées d'arrêter leur production.

- Dimanche 23 novembre 2008 : Le Hamas rejette la proposition du président Mahmoud Abbas d'organiser la tenue d'éventuelles élections générales en cas d'échec du dialogue de réconciliation avec le mouvement rival Fatah.

- Lundi 24 novembre 2008 : Israël autorise les passages de denrées et de carburants pour la journée.

- Vendredi 28 novembre 2008 : Lors d'une incursion de chars de l'armée israélienne près de Khan Younès, trois combattants palestiniens sont blessés, à la suite de tirs d'obus.

- Dimanche 30 novembre 2008 : Lors d'une incursion de chars de l'armée israélienne à l'est du camp de réfugiés de Maghazi, trois combattants palestiniens sont blessés, à la suite de tirs d'obus.

### Décembre
- Lundi 15 décembre 2008 :  Israël libère 227 prisonniers palestiniens (209 prisonniers de Cisjordanie et 18 de la bande de Gaza) dont aucun n'est impliqué dans des attaques meurtrières contre des Israéliens et n'est membre du mouvement islamiste Hamas. Quelque 11 000 Palestiniens sont encore détenus par l'État hébreu.

- Jeudi 18 décembre 2008 : Le président Mahmoud Abbas est en visite officielle à Washington. L'expiration de la trêve à Gaza, bien que mal respectée depuis six mois, fait craindre une nouvelle flambée de violences. Selon son porte-parole : « La trêve est nécessaire pour éviter l'effusion du sang palestinien et pour permettre aux habitants de Gaza de mener leur vie quotidienne […] Le président œuvre pour obtenir la fin du blocus israélien imposé à Gaza et ses efforts ne doivent pas être entravés. Le président appelle aussi Israël à mettre immédiatement fin à son escalade »[2].

- Lundi 22 décembre 2008 : Le président Mahmoud Abbas est en visite officielle à Moscou avec comme mission de chercher à obtenir le soutien de la Russie pour la poursuite des négociations avec Israël. Les Palestiniens craignent qu'avec la perspective d'un retour au pouvoir d'un nouveau gouvernement conservateur israélien à l'occasion des élections en février 2009, les pourparlers en cours soient désormais bloqués.

- Mardi 23 décembre 2008 : L'Union européenne alloue une enveloppe de 7,4 millions d'euros en faveur des palestiniens « les plus vulnérables ».

- Lundi 29 décembre 2008 : La déléguée générale palestinienne auprès de l'Union européenne, Leïla Chahid, déclare : « Je redoute une explosion de violence qui ne se limitera pas aux frontières de la Palestine parce qu'on ne peut impunément faire ce qu'Israël fait […] Parce que lorsqu'on n'est pas protégé par le droit, comme les Palestiniens ne le sont pas depuis maintenant 41 ans, on ouvre la porte à la violence prise comme moyen de restaurer un rapport de force […] il y aura des réactions de la population dans le monde entier, en tous cas de celle qui est solidaire […] On ne peut pas en tant que communauté internationale faire le silence sur un crime de guerre comme celui-là sans en payer les conséquences […] Je crois qu'il y a une complicité internationale. Bien sûr que l'Union européenne a les moyens [elle aurait dû] repousser le statut de partenariat avec Israël ».

- Mardi 30 décembre 2008 : Le département d'État américain annonce le versement en 2009 de 85 millions de dollars à l'UNRWA, l'agence de secours de l'ONU pour les réfugiés palestiniens dans la bande de Gaza et en Cisjordanie.

#### Cisjordanie
- Mardi 2 décembre 2008 : Nuit de violence à Hébron causée par de violentes manifestations d'ultra nationalistes israéliens qui protestaient contre un ordre d'expulsion d'une maison occupée et qui devait être évacuée conformément à une décision de la Cour suprême. Des groupes de jeunes colons, appuyés par des sympathisants ultra nationalistes venus d'Israël, ont jeté pendant plusieurs heures des pierres en toute impunité sur des maisons palestiniennes et des jeunes Palestiniens ont riposté par des jets de pierres jusqu'à l'intervention de l'armée contre eux. Au bilan, 13 Palestiniens ont été blessés.

- Samedi 13 décembre 2008 : Le négociateur palestinien Ahmad Qoreï déclare à la presse que les Palestiniens ont repoussé une offre israélienne d'annexer 7 % de la Cisjordanie pour garder sous contrôle israélien quatre gros blocs de colonies où vivent la majorité des quelque 300 000 colons israéliens installés en Cisjordanie occupée, hors Jérusalem-est annexée, car le maintien de ces blocs empêcherait la création d'un État palestinien indépendant disposant d'une continuité territoriale. Il affirme aussi que les Palestiniens avaient repoussé une proposition israélienne d'accueillir en Israël seulement 5 000 réfugiés de 1948, la jugeant totalement insuffisante, tout en soulignant que les Palestiniens n'exigeaient pas le retour de millions de réfugiés en Israël[3].

- Mardi 16 décembre 2008 : Un militant palestinien est tué lors d'une intervention de l'armée israélienne dans le village de Al-Yamin, au nord de la ville palestinienne de Jénine.

#### Bande de Gaza
- Jeudi 4 décembre 2008 : Le ministre israélien de la Défense Ehud Barak, avant la fête musulmane du sacrifice (Al-Adha), autorise l'acheminement d'une cargaison de 70 camions de farine, produits alimentaires, d'autres produits de première nécessité et de carburants, et l'entrée de quelques journalistes étrangers.

- Dimanche 7 décembre 2008 : Les autorités israéliennes empêchent le départ du port de Tel Aviv d'un bateau chargé d'aides humanitaires (médicaments et produits de base) pour une livraison dans la bande de Gaza. Il avait été affrété par les députés arabes israéliens — notamment Taleb El-Sana et Mohammad Barakeh — par le mouvement islamique israélien avec le soutien de dizaines de militants pacifistes de la gauche israélienne.

- Dimanche 14 décembre 2008 : Le chef du Hamas, Khaled Mechaal, déclare lors d'un entretien avec la télévision satellitaire Al-Quds du Hamas que la trêve des violences à Gaza conclue avec Israël ne sera « probablement pas renouvelée » à son expiration du 19 décembre prochain : « La trêve était limitée à six mois et s'achève le 19 décembre. Sachant que l'ennemi ne respecte pas ses engagements et que le siège est toujours en place contre notre peuple, pour le Hamas, et je pense la majorité des forces, la trêve prend fin après le 19 décembre et ne sera pas renouvelé ».

- Mardi 16 décembre 2008 : Une cour martiale relevant du Hamas condamne à mort « par pendaison » un Palestinien, Mohammad Ali Hassan Saïdam (34 ans), reconnu coupable de « trahison, espionnage et collaboration avec l'ennemi sioniste ». Il avait été arrêté en février accusé par le Hamas d'avoir fourni à Israël des informations ayant conduit à l'élimination de « résistants » palestiniens. Depuis le début de l'Intifada en septembre 2000, des dizaines de Palestiniens, accusés de collaboration, ont été condamnés par des juridictions d'exception ou assassinés par des activistes sans autre forme de procès.

- Mercredi 17 décembre 2008 : Un Palestinien est tué lors d'un raid aérien israélien à la suite d'un tir de roquette.

- Jeudi 18 décembre 2008 : 
  - Un Palestinien de 47 ans est tué lors d'un des deux raids aériens israéliens effectués à la suite des tirs de roquette de la veille.
  - Le porte-parole du Hamas, Fawzi Barhoum, a rejeté toute possibilité de reconduire la trêve avec Israël qui arrive à son terme.

- Vendredi 19 décembre 2008 : Fin de la trêve avec Israël décrétée par le mouvement du Hamas car selon lui : « La trêve a pris fin et ne sera pas renouvelée car l'ennemi sioniste n'a pas respecté ses conditions. L'occupation porte la responsabilité des conséquences »[4]. Deux roquettes ont immédiatement été tirées sur le sud d'Israël, ne faisant ni victimes, ni dégâts et six tirs d'obus de mortier ont aussi été revendiqués par les Brigades Ezzedine Al-Qassam, branche armée du Hamas. En réplique, l'aviation israélienne lance un raid près de Jabalya tuant un Palestinien et faisant 2 blessés.

- Lundi 22 décembre 2008 : Le Hamas et les autres groupes armés palestiniens de Gaza acceptent un cessez-le-feu de tirs de roquettes contre Israël pendant 24 heures à la demande des médiateurs égyptiens.

- Mercredi 24 décembre 2008 : 
  - Le ministre israélien de la Défense Ehud Barak menace de faire payer au Hamas « le prix fort » pour ses tirs de roquettes incessants contre Israël : « Le Hamas est responsable de ces tirs, et il paiera le prix fort […] Tous ceux qui portent atteinte à Israël et à ses ressortissants en paieront le prix, et en grand […] Nous ne permettrons pas à cette situation de perdurer […] tous les papotages sont superflus, voire nuisibles, mais nous allons régler le problème et apporter une solution ».
  - L'aviation israélienne a lancé un raid contre un secteur proche de Rafah, dans le sud de la bande de Gaza, qui a tué un combattant des Brigades Ezzedine al-Qassam.

- Jeudi 25 décembre 2008 : 
  - Le Premier ministre israélien, Ehud Olmert, dans une interview accordée à la télévision satellitaire arabe Al-Arabiya, a appelé la population de la bande de Gaza à obliger le mouvement Hamas à cesser les tirs sur Israël afin de ne pas contraindre l'État hébreu à une riposte : « Est-ce dans l'esprit de l'islam de tuer des enfants innocents, de tirer des roquettes sur des garderies et des civils? Je ne crois pas. Ce que fait le Hamas, en totale opposition avec l'esprit de l'islam, constitue la première raison de vos souffrances, et des nôtres. Je vous le dis dans un dernier appel, arrêtez cela. Vous, les habitants de Gaza, vous pouvez l'arrêter […] Je sais combien vous souhaitez vous lever le matin dans le calme, emmener vos enfants à la crèche ou à l'école comme nous le faisons, comme veulent le faire les enfants de Sderot et Netivot […] Nous voulons vivre en bon voisinage avec Gaza. Nous ne voulons pas vous porter atteinte et nous ne permettrons pas une crise humanitaire où vous souffririez d'un manque de nourriture et de médicaments. Nous ne voulons pas combattre le peuple palestinien mais nous ne permettrons pas le Hamas d'attaquer nos enfants […] Ne laissez pas le Hamas, agissant à l'encontre des valeurs de l'islam, vous mettre en danger. Arrêtez-les. Arrêtez vos ennemis et les nôtres. Dites leur d'arrêter de tirer sur des citoyens innocents ».
  - Le président palestinien Mahmoud Abbas réitère son appel au mouvement Hamas pour relancer un dialogue de réconciliation et rejeter toute « guerre civile » : « Nous voulons qu'ils reviennent à la raison. Nous ne voulons pas nous débarrasser d'eux, ils sont une partie du peuple palestinien, quelles que soient leurs idées ou leur vision, qu'elles diffèrent ou soient conformes aux nôtres […] Mais nous voulons qu'ils retrouvent le droit chemin, nous n'accepterons pas que cette nation demeure déchirée. Nous appelons et nous continuerons d'appeler au dialogue national ».

- Vendredi 26 décembre 2008 : Israël laisse passer trois convois d'aide humanitaire, totalisant 80 camions, vers la bande de Gaza alors que les tirs de roquettes et d'obus de mortiers se poursuivent.

- Samedi 27 décembre 2008 : 
  - Importante offensive aérienne israélienne contre les infrastructures du Hamas dans la bande de Gaza. Une soixantaine d'appareils israéliens – avions, drones et hélicoptères – ont bombardé une cinquantaine de sites du mouvement islamiste, notamment le quartier général de la police dans la ville de Gaza et des camps d'entraînement. Les services de santé palestiniens font état d'au moins 205 tués et de centaines de blessés, dont 120 dans un  état grave[5].
  - Le président du Conseil exécutif du Hezbollah libanais, Hachem Safieddine, dénonce la « complicité » de certains pays arabes avec Israël qui mène des raids meurtriers dans la bande de Gaza, lors d'une grande manifestation organisée par le parti chiite dans la banlieue sud de Beyrouth : « Les Américains ont pris la décision, les Israéliens l'ont exécutée et les Arabes ont été complices […] La complicité arabe est celle qui a ouvert la voie » à cette opération.
  - Selon la déléguée générale palestinienne auprès de l'Union européenne, Leïla Chahid, Israël commet un « crime de guerre » à Gaza. D'autre part elle reproche à la communauté internationale d'avoir « laissé tomber la population palestinienne […] Rien ne justifie le bombardement d'une population civile d'un million et demi de personnes qui vivent sur 356 km2, et dire qu'on est en train de bombarder les combattants du Hamas c'est du non-sens […] On est en train de bombarder une population civile, qui est déjà assiégée depuis plusieurs mois […] C'est un crime de guerre, fondamentalement […] C'est une population civile à qui on impose un châtiment collectif, [des civils qui] n'ont pas les moyens politiques, militaires ni même physiques de s'opposer au Hamas ».
  - Près de 500 policiers des forces anti-émeutes ont été déployés le long de la frontière avec la bande de Gaza après les raids de l'armée de l'air israélienne. Le président égyptien Hosni Moubarak donne des instructions pour ouvrir le terminal de Rafah, afin d'accueillir les blessés palestiniens. Le gouverneur du Nord-Sinaï Abdel Fadil Choucha annonce l'envoi de 6 ambulances au terminal de Rafah, frontalier de la bande de Gaza.

- Dimanche 28 décembre 2008 : Le secrétaire général du Hezbollah chiite libanais Hassan Nasrallah appelle le peuple égyptien à descendre « par millions » dans la rue pour forcer l'ouverture du terminal de Rafah, frontalier de la bande de Gaza : « Que le peuple sorte par millions dans la rue […] La police égyptienne peut-elle tuer des millions d'Égyptiens ? Peuple d'Égypte, vous devez ouvrir le terminal de Rafah avec la force de vos corps ».

- Lundi 29 décembre 2008[6] : 
  - L'aviation israélienne, après une série de raids nocturnes, a détruit le bureau du premier ministre du gouvernement du Hamas, Ismaïl Haniyeh et a bombardé Beit Lahia et Beit Hanoun, dans le nord de la bande de Gaza, tuant douze Palestiniens et en blessant trente autres. Un peu plus tôt, deux hauts responsables du Djihad islamique avaient été tués. Au total 345 Palestiniens ont été tués depuis samedi dont 57 civils et 1550 ont été blessés selon l'UNRWA, l'agence de l'ONU d'aide aux réfugiés palestiniens.
  - Israël affiche désormais son objectif de « faire tomber » le Hamas alors que jusqu'à présent les dirigeants israéliens affirmaient que l'opération « Plomb durci », visait uniquement à mettre fin aux tirs de roquettes sur le sud du pays depuis la bande de Gaza. Selon le vice-premier ministre israélien, Haïm Ramon : « Le but de l'opération est de faire tomber le régime du Hamas […] Nous cesserons le feu immédiatement si quiconque prend la responsabilité de ce gouvernement, sauf le Hamas […] le Hamas n'est pas une superpuissance. Nous n'avons pas affaire à la Russie ni aux États-Unis. Nous avons affaire à une organisation terroriste qui a pris le contrôle par la force lors d'un putsch militaire, à l'encontre de toutes les lois internationales […] Après l'opération, il ne restera plus aucun bâtiment du Hamas debout à Gaza […] Nous ne sommes qu'au début de la bataille. Le plus dur est encore devant nous et à cela il faut se préparer ».
  - Depuis le matin, l'aviation israélienne a lancé « plusieurs dizaines de raids » aériens sur la bande de Gaza la nuit dernière, tuant sept Palestiniens dont quatre enfants. Un des avions a bombardé l'Université islamique de Gaza, considérée comme un bastion du mouvement islamiste Hamas, la nuit dernière, sans faire de victimes.
  - L'Égypte a entrouvert le point de passage de Rafah, verrouillé la veille après des incidents frontaliers, pour permettre l'acheminement d'aide médicale vers la bande de Gaza, où les hôpitaux ne parviennent pas à faire face à l'afflux de victimes et manquent de matériel, et pour évacuer les blessés palestiniens - mais seulement neuf Palestiniens, certains dans un état grave, ont pu traverser la frontière, pour la première fois depuis le début des raids israéliens. L'Égypte avait accusé dimanche le Hamas d'empêcher des centaines de Palestiniens blessés dans les bombardements de quitter la bande de Gaza.
  - Les Israéliens ont autorisé au total 100 camions à délivrer de l'aide humanitaire dans la bande de Gaza. Leur chargement comprend des produits de base, du matériel médical, dix ambulances et du carburant fournis par la Turquie, la Jordanie et des organisations internationales.
  - Selon le président sénégalais Abdoulaye Wade, le chef en exil du Hamas, Khaled Mechaal, s'est affirmé prêt à conclure une trêve à Gaza si Israël acceptait un cessez-le-feu et levait son blocus de la bande de Gaza.
  - Selon le général israélien Dan Harel : « Après l'opération, il ne restera plus aucun bâtiment du Hamas debout à Gaza […] Cette opération est différente des précédentes. Nous avons mis la barre très haut et nous allons dans cette direction […] Nous ne frappons pas uniquement les terroristes et les lance-roquettes mais aussi l'ensemble du gouvernement du Hamas. Nous visons des édifices officiels, les forces de sécurité, et nous faisons porter la responsabilité de tout ce qui se passe sur le Hamas et ne faisons aucune distinction entre ses différentes ramifications […] Nous ne sommes qu'au début de la bataille. Le plus dur est encore devant nous et à cela il faut se préparer […] Nous voulons changer les règles du jeu ».

- Mardi 30 décembre 2008 : 
  - Au moins 10 Palestiniens ont été tués et une quarantaine blessés dans une nouvelle série de raids aériens israéliens dans la nuit qui ont visé des bâtiments ministériels ou services de sécurité.
  - Une vedette de la marine israélienne éperonne un bateau transportant des militants propalestiniens qui tentaient de briser le blocus de la bande de Gaza.

- Mercredi 31 décembre 2008 : 
  - Un convoi de 106 camions transportant une aide humanitaire octroyée par différents pays, des organisations internationales ainsi que des sociétés et des hommes d'affaires a pu transiter via le terminal routier de Kérem Shalom.
  - Selon le député Moushir Al-Masri, chef du groupe parlementaire du Hamas, ce dernier s'engage à combattre l'armée israélienne « jusqu'au dernier souffle » en cas d'offensive terrestre, affirmant : « Israël se lancera dans une véritable aventure s'il se décide à envahir Gaza. Nous leur réservons des surprises ».
  - Selon l'UNRWA, au moins 25 % des Palestiniens tués depuis le début de l'offensive militaire d'Israël sur la bande de Gaza « sont des civils et il se peut que le bilan soit nettement plus élevé ». Selon des sources médicales, près de 400 Palestiniens, dont 42 enfants, ont été tués et 1 900 autres ont été blessés, depuis le 27 décembre.
  - Parmi les aides humanitaires internationales pour la bande de Gaza : 
    - le Royaume-Uni annonce 10 millions de dollars ;
    - la Grèce enverra dès demain deux avions militaires chargés de 28 tonnes de produits médicaux dont des flacons de sang, du sérum, des produits hygiéniques et des médicaments ;
    - La Jordanie enverra dès demain avion à la ville frontalière égyptienne d'Al-Arich pour évacuer une quarantaine de blessés vers des hôpitaux militaires jordaniens.

  - La Libye dépose au Conseil de sécurité de l'ONU, au nom du groupe arabe, un projet de résolution appelant à « un cessez-le-feu immédiat » à Gaza et « son plein respect » par Israël et le Hamas. Le texte « condamne vigoureusement toutes les attaques militaires et l'usage excessif, disproportionné et aveugle de la force par Israël, puissance occupante, qui a fait de nombreux morts et blessés parmi les civils palestiniens innocents, y compris des femmes et des enfants ». Il « appelle Israël à respecter scrupuleusement ses obligations aux termes du droit humanitaire international, en particulier de la Convention de Genève relative à la protection des civils en temps de guerre »[7].